# Podochlus parvilobus
Podochlus parvilobus är en tvåvingeart som beskrevs av Lars Zakarias Brundin 1966. Podochlus parvilobus ingår i släktet Podochlus och familjen fjädermyggor. Inga underarter finns listade i Catalogue of Life.